# Хартман III фон Кибург
Хартман III фон Хабсбург-Кибург (на немски: Hartmann III von Habsburg-Kiburg; † 29 март 1377) от род Хабсбург-Кибург (Ной-Кибург), е от 1360 г. граф на Кибург и ландграф в Бургундия.

## Произход и наследство
Той е син на граф Еберхард II фон Кибург († 17 април 1357) и съпругата му Анастасия фон Зигнау († сл. 1382), дъщеря на Улрих фон Зигнау († сл. 1362) и Анастасия фон Бухег († сл. 1362).
Той наследява през 1360 г. брат си Еберхард III фон Кибург († 14 юли 1395), който е духовник.

## Фамилия
Хартман III фон Кибург се жени пр. 16 ноември 1356 г. за графиня Анна фон Нойенбург-Нидау († сл. 1400), дъщеря на Рудолф III фон Нойенбург-Нидау († 1339), и Верена де Нойшател († 1372). Те имат 7 деца:
- Рудолф II († 1383), тевтонски рицар
- Еберхард V († сл. 1376/ пр. 1 февруари 1379), от 1377 г. граф на Кибург
- Егон II († 10 август/1 ноември 1414, Берн), от 1377 г. граф на Кибург, жител на Берн, каноник в катедралата в Берн 1383/92; залага Ландграфство Бургундия на 27 август 1406 г.; женен пр. 3 февруари 1407 г. за Йохана фон Раполтщайн († 1390/1408)
- Йохан II († 31 юли 1395), приор в Щрасбург (1362 – 1387), архдякон в Базел (1381 – 1391), тевтонски рицар 1387, каноник в Базел 1394
- Хартман IV († ок. 1401), граф на Кибург, ландграф в Бургундия, рицар в ордена Св. Йоан 1379/1401.
- Верена († сл. 1411/16 август 1416), омъжена пр. 1372 г. за граф Фридрих V Цолерн-Шалксбург († 1 април 1408), син на граф Фридрих III Цолерн-Шалксбург († сл. 1378)
- Маргарета († пр. 20 февруари 1397), омъжена пр. 8 януари 1370 г. за Тюринг III фон Брандис-Зименег, майор на Берн († убит в битка 8 август/3 ноември 1375).

Граф Хартман III има незаконен син с неизвестна метреса:
- Бертхолд, граф, свещеник в Зурзе (1396/1434)